# Hypena acutalis
Hypena acutalis är en fjärilsart som beskrevs av George Francis Hampson 1895. Hypena acutalis ingår i släktet Hypena och familjen nattflyn. Inga underarter finns listade i Catalogue of Life.